# 謝能繼
谢能继（1474年—？年），字弘謨，江西吉安府安福縣人，民籍。

## 生平
治《春秋》，行九，由國子生中式弘治辛酉科（1501年）江西鄉試第五十三名舉人，年三十五歲中式正德三年（1508年）戊辰科會試第三百八名，第三甲第一百五名進士。授行人司行人，升司正，十一年十月充副使，册封蜀府石泉王。十二年三月升四川按察司佥事。

## 家族
曾祖谢应奎。祖父谢缉光。父谢顒。母刘氏。慈侍下，兄能濬、能温、能博、能讓（署教谕）、弟能述、能修。